# Буривня
Буривня  (рос. Боровка) — річка стариця в Україні, у Конотопському районі Сумської області. Права притока Сейму (басейн Дніпра).

## Опис
Довжина річки приблизно 4,4 км.

## Розташування
Витікає із Сейму на північному сході від села Клепали. Спочатку тече на північний захід, потім на південний захід і на північному сході від Ігорівки (колишнє рос. Выгеровка) впадає в річку Сейм, ліву притоку Десни.